# St. Johannes der Täufer (Dietersheim)

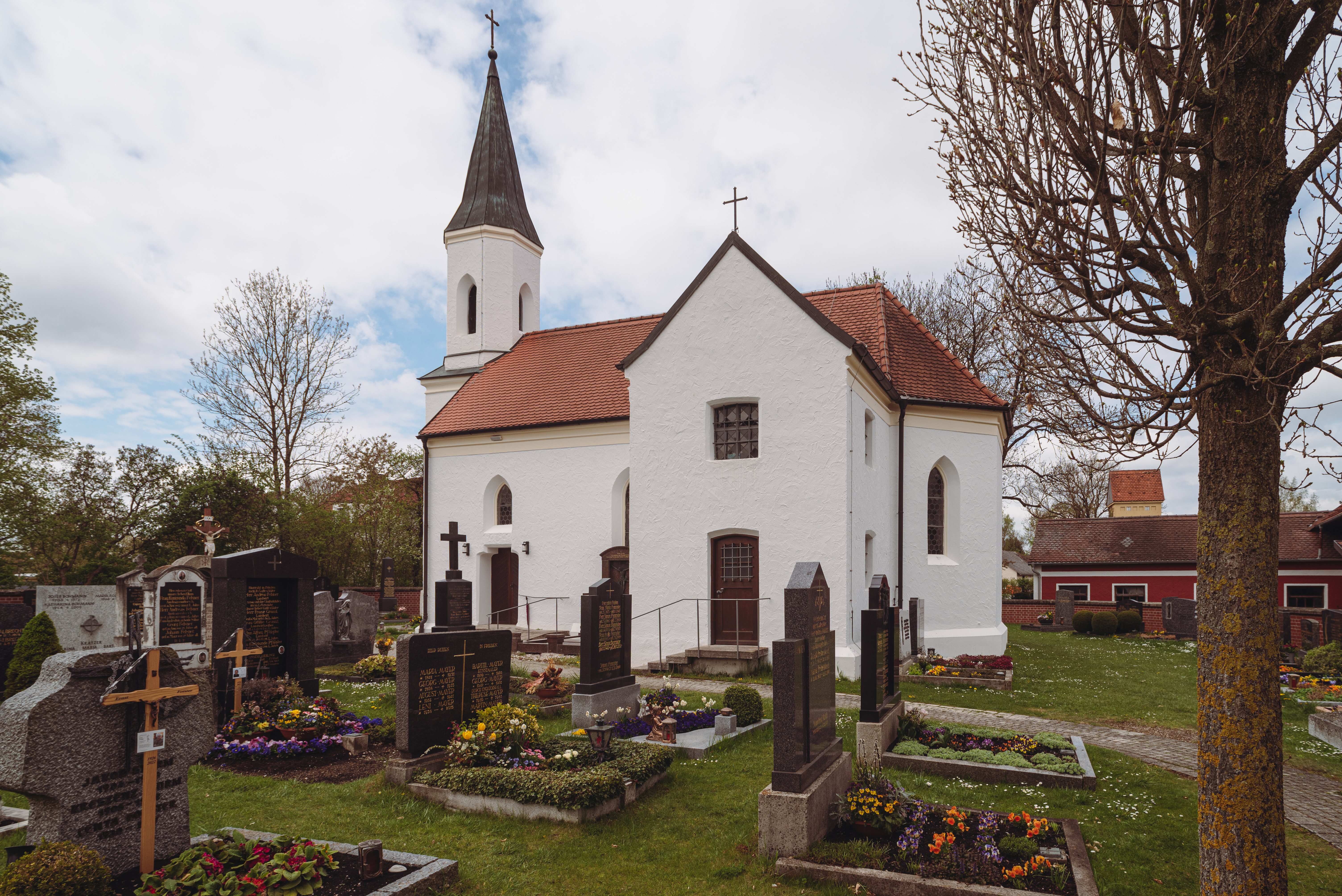
St. Johannes der Täufer in Dietersheim

Die römisch-katholische Filialkirche St. Johannes der Täufer steht in Dietersheim, einem Gemeindeteil von Eching im Landkreis Freising in Oberbayern. Das Bauwerk ist  als Baudenkmal unter der Nr. D-1-78-120-4 eingetragen. Die Kirche gehört zum Erzbistum München und Freising.

## Beschreibung
Die Saalkirche wurde 1870/71 erbaut. Sie besteht aus einem Langhaus, einem dreiseitig geschlossenen Chor im Osten und einem Fassadenturm auf quadratischem Grundriss im Westen, der mit einem achteckigen Geschoss aufgestockt und mit einem spitzen Helm bedeckt wurde. An die Südwand des Chors wurde um 1880/90 ein Leichenhaus angebaut. 
Aus dem Kloster Weihenstephan stammt die Skulptur der Maria von einem spätgotischen Flügelaltar, die dem Meister von Blutenburg zugeschrieben wird.